# Leptostylum pulchellum
Leptostylum pulchellum là một loài ruồi trong họ Tachinidae.